# Mötzing
Mötzing település Németországban, azon belül Bajorországban. Lakosainak száma 1328 fő (2023. december 31.).

## Népesség
A település népessége az elmúlt években az alábbi módon változott:
| Lakosok száma | 1378 | 1271 | 1692 | 1482 | 1464 | 1713 | 1600 | 1623 | 1350 | 1328 |
|               | 1970 | 1975 | 2011 | 2012 | 2014 | 2015 | 2017 | 2019 | 2022 | 2023 |